# Oenanthe picata
El collalba variable (Oenanthe picata) es una especie de ave paseriforme de la familia propia del sur de Asia.

## Descripción

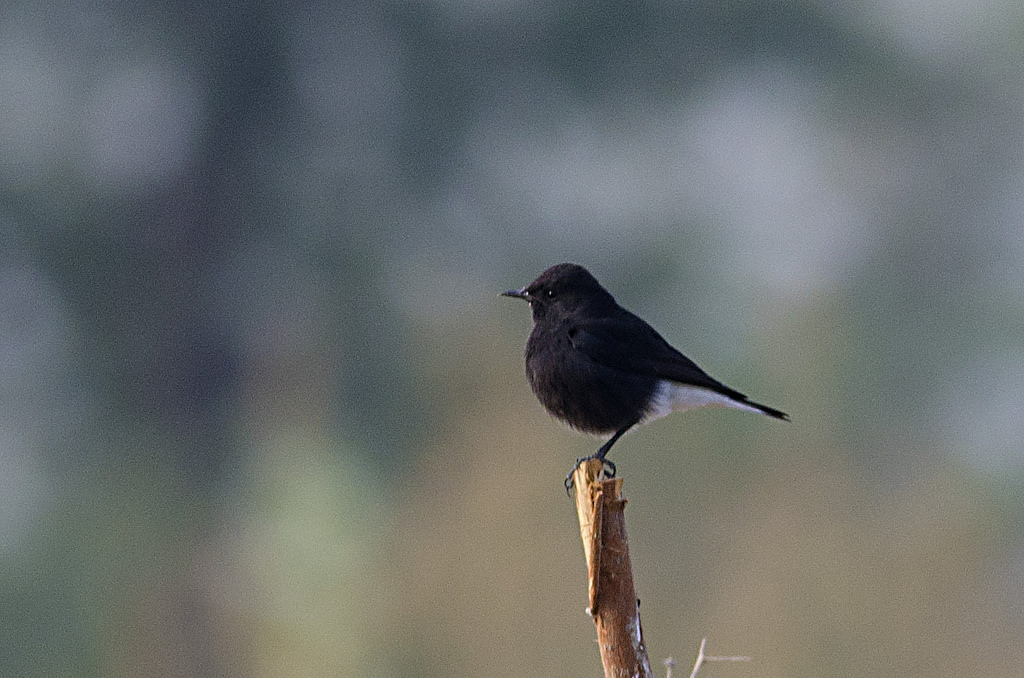
Macho de fase de vientre negro.

Como su nombre indica, la collalba variable es una especie polimorfa, que presenta tres fases de color diferentes, y que además presenta dimorfismo sexual entre machos y hembras:
- Fase de vientre negro - el macho es completamente negro, salvo el obispillo y la zona subcaudal y las plumas laterales de la cola y base de las centrales que son blancas, aunque presenta la «T» negra al final de la cola característica de las collalbas. La hembra reemplaza el negro del macho por un tono negruzco.
- Fase de vientre blanco - el macho es como el anterior, pero con el vientre y pecho de color blanco. La hembra es similar al macho pero con las partes negras de este sustituidas por un tono pardo grisáceo, y con el vientre anteado.
- Fase de corona blanca - el macho es como el anterior, pero con la parte superior del pecho negra, y una mancha blanca en el píleo y la nuca. La hembra es similar al macho con la corona de color terroso y el vientre anteado.

El predominio geográfico de los tres tipos de hembras no corresponde exactamente con el de las tres fases de machos.

## Distribución y hábitat
La collalba variable es una especie migratoria que cría en el norte, sur y este de Irán,  Turkmenistán y Uzbekistán hasta las montañas Tian Shan y Pamir, en el sur de Kazajistán y Tayikistán, y el norte y oeste de Pakistán. Y pasa el invierno en el noroeste del subcontinente indio, distribuido por el sur y este de Pakistán y el noroeste de la India, llegando por el sur hasta Delhi, el interior de Madhya Pradesh y el norte de Maharashtra (Khandesh), además de las regiones costeras del sur de Irán, llegando hasta el extremo oriental de Arabia (norte de Omán y este de Emirátos Árabes Unidos). Llega a sus cuarteles de invierno en marzo (Baluchistán) o mediados de abril (Chitral), y permanece allí hasta septiembre.
La collalba variable habita en regiones áridas y semiáridas, y es localmente abundante en zonas áridas rocosas, barrancos, zonas de matorral y de cultivo, e incluso en las afueras de los pueblos. En invierno frecuenta semidesiertos rocosos, con zonas de dunas y matorrales, barrancos y zonas de cultivo y pasto, generalmente desde el nivel del mar hasta los 1200 m s. n. m.